# Koxinga
Koxinga o Coxinga (Hirado, Japón; 1624-isla de Formosa, Taiwán; 1662), fue un líder militar de la dinastía Ming. Koxinga (國姓爺, Guóxìngyé) es la occidentalización de un sobrenombre suyo; sin embargo, su verdadero nombre es Zhèng Chénggōng (鄭成功). Su padre fue el pirata chino converso al catolicismo Zheng Zhilong.
Cuando los holandeses (que dominaban Taiwán desde 1624-1662), empezaron a cometer abusos contra la tribu hoklo de la isla, se levantó en armas. Destruyó la misión del Santo Niño de Tamsui y las fortalezas de El Castillo y Santo Domingo de Taipéi. Logró hacerse con el control de una parte de la isla, formando el reino de Tungning. Dejó sin alimentos a los colonos de la ciudad de Santiago Jilong logrando así, que los españoles abandonaran Taiwán. Sin embargo, en 1656, los holandeses ocuparon Taiwán. En 1661, entró en Luermen con un ejército de mil hombres, destruyó Fort Zeelanden y obligó al general Frederick Coyett a firmar la rendición. De esta manera, los holandeses abandonaron Taiwán. Ese año, Koxinga contrajo el paludismo y murió al año siguiente. Le sucedió su hijo, Zheng Jing.